# Галицька академія
Приватний вищий навчальний заклад «Галицька академія» — вищий навчальний заклад Івано-Франківська, заснована в лютому 1997 року. Нині не діє.

## Структура
- Економічний факультет
  - Кафедра фінансів та банківської справи
  - Кафедра обліку і аудиту
  - Кафедра маркетингу
  - Кафедра економіки підприємства
  - Кафедра іноземних мов:
  - Кафедра менеджменту
  - Кафедра документознавства
  - Кафедра економічної теорії
  - Кафедра гуманітарної підготовки
- Факультет електроніки і комп'ютерної техніки
  - Коледж бізнесу та інформатики
- Інформаційно-природничий факультет
  - Кафедра екології та туризму
  - Кафедра гуманітарої підготовки
  - Кафедра комп'ютерної та програмної інженерії
  - Кафедра фундаментальної та загальної підготовки
  - Кафедра фізичного виховання

## Навчання
Підготовка фахівців проводиться за такими напрямами та спеціальностями:
- Облік і аудит
- Фінанси
- Економіка підприємства
- Маркетинг
- Банківська справа
- Менеджмент
- Екологія, охорона навколишнього середовища та збалансоване природокористування
- Комп'ютерні системи та мережі
- Програмне забезпечення автоматизованих систем
- Проектування та технології електронних засобів
- Документознавство та інформаційна діяльність
- Туризм

Друга вища освіта за такими спеціальностями:
- Менеджмент організацій
- Фінанси
- Маркетинг

Коледж бізнесу та інформатики (на базі 9-х класів) за такими спеціальностями:
- Фінанси і кредит
- Маркетингова діяльність
- Розробка програмного забезпечення
- Обслуговування комп'ютерних систем і мереж

## Структура
В Галицькій Академії навчались до 4500 студентів. Викладали 109 докторів і кандидатів наук.
Матеріально-технічна база академії:
- 11 комп'ютерних класів
- 9 спеціалізованих лабораторій
- 3 навчальні корпуси площею 21 629 м²
- Військова кафедра
- Центр інформаційних технологій, об'єднує в мережі більше 300 комп'ютерів з доступом до Internet
- Культурно-мистецький центр (клуби «Порадниця», «Цікавих зустрічей», «Молода сім'я», спортивний клуб «Горицвіт», вокальний ансамбль «Візерунки», ансамбль народної музики, танцювальний колектив «Мілленіум», фольклорний колектив, команда КВК, студентський театр «Академія»)
- Гуртожиток
- Кафе
- Спорткомплекс